# Liste de logiciels libres
 (avril 2023).
Les logiciels libres présents sur cette page le sont selon la définition de l'article « logiciel libre ». La plupart des programmes cités ici sont disponibles sous licence GNU GPL ou BSD.

## Système d'exploitation
Le système d’exploitation (SE, en anglais Operating System ou OS) est un ensemble de programmes responsables de la liaison entre les ressources matérielles d’un ordinateur et les logiciels de l’utilisateur, tels que traitement de texte, jeu vidéo, etc. Il fournit aux programmes applicatifs des points d’entrée génériques pour les périphériques.

### Famille desGNU/Linux
Les distributions de Linux plus répandues sont :
- Debian et ses dérivés ;
- Red Hat Linux et ses dérivés ;
- SUSE.

Il existe des versions moins répandues :
- Arch Linux ;
- Gentoo ;
- Slackware, la version la plus complexe à installer.

#### Systèmes d'exploitation dérivés deDebian
- Aptosid

- Ubuntu (bureau Gnome)
- Kubuntu (bureau KDE)
- Xubuntu (bureau Xfce)
- Lubuntu (bureau LXDE)
- Edubuntu (version éducation)
- Linux Mint
- Emmabuntüs
- HandyLinux
- PrimTux
- Zorin OS
- Tails

#### Systèmes d'exploitation dérivés deRed Hat Linux
- Red Hat Enterprise Linux
- CentOS
- Fedora
- Mandriva Linux
- Mageia
- AlmaLinux

### Famille desBSD
- DragonFly BSD
- FreeBSD
- NetBSD
- OpenBSD
- TrueOS
- GhostBSD

### Autres systèmes d'exploitation libres
- Darwin (licence APSL)
- FreeDOS
- Haiku
- GNU
- MenuetOS
- Plan 9
- Syllable
- Replicant
- TempleOS

- ReactOS : système d'exploitation visant la compatibilité avec les logiciels et pilotes Microsoft Windows

## Bureautique
Une application bureautique est un logiciel (programme ou ensemble de programme) qui permet l'automatisation des tâches de bureau. Il traite essentiellement la communication de la parole, de l'écrit et de l'image. On trouve dans cette catégorie d'application des suites bureautiques qui rassemble un traitement de texte pour taper des lettres et mettre en forme du texte; un tableur pour organiser et travailler avec des chiffres dans des tableaux; un créateur de bases de données pour réaliser des formulaires imprimables afin de faciliter des tâches comme la facturation, la gestion des contacts ou les éléments d'une collection; et enfin un logiciel de présentation. Celui-ci permet de fabriquer des « diapositives numériques » qui sont projetables sur un écran. Cela est utile à la réalisation de bornes interactives et à la présentation de projets.
- NatBraille : un transcripteur universel de document en braille.

### Éditeurs de texte
- Bluefish
- Brackets
- Elvis
- Emacs
- Freemacs
- gedit
- GNU Emacs
- Gobby
- Hemlock
- jEdit
- Jed
- Joe's Own Editor
- Kate
- MG
- MicroEMACS
- Nano
- Notepad++ (pour Windows, et son clone Notepadqq pour Linux)
- Notepad2
- nvi
- OxEditor
- poEdit : Éditeur spécialisé pour la traduction
- PSPad
- SciTE
- The Hessling Editor
- Vim
- vi
- XEmacs
- GNU Zile

### ÉditeursHTML
- Amaya
- Bluefish
- BlueGriffon
- KompoZer
- Mozilla Composer
- Nvu
- Quanta Plus
- SeaMonkey
- Emacs
- Vim

### ÉditeursDocBook XML
- Publican[1]

### ÉditeursLaTeX
- Gummi
- Kile
- LyX
- Texmaker
- TeXnicCenter
- TeXShop
- TeXworks
- TeXstudio (en)

### Prise de notes
- FreeMind : création de cartes heuristiques (Mind Map)
- Joplin : logiciel multiplateforme de prise de notes synchronisable
- KeepNote
- Vym : création de cartes heuristiques
- Sémantik

### PAO, publication assistée par ordinateur
- Scribus : un logiciel libre de PAO sous GNU/Linux, Windows et MacOS, puissant et simple d'utilisation.

### Reconnaissance optique de caractères
- GOCR
- Tesseract

### Suites bureautiques
- Calligra Suite : suite bureautique du projet KDE
- GNOME Office : suite bureautique du projet GNOME
- KOffice : suite bureautique du projet KDE
- LibreOffice : suite bureautique dérivée (« fork ») de OpenOffice.org à partir de la version 3.3, créée par la fondation The Document Foundation en réaction à la nouvelle politique menée par Oracle Corporation avant le retrait d'Oracle du projet
- NeoOffice : suite bureautique pour macOS
- OnlyOffice : suite bureautique pour Windows, macOS, Linux
- OpenOffice.org : suite bureautique très active jusqu'à la version 3.2 avant la cession du projet par Oracle à la fondation Apache, à la suite du rachat de Sun
- Siag Office

### Tableurs
- Gnumeric : tableur du projet GNOME
- LibreOffice Calc : tableur de la suite LibreOffice
- OpenOffice.org Calc : tableur de la suite OpenOffice.org

### Logiciels detraitement de texte
- AbiWord
- GNU TeXmacs : emacs orienté LaTeX
- KWord : traitement de texte de la suite KOffice
- LyX : traitement de texte LaTeX de type « wysiwyg »
- LibreOffice Writer : traitement de texte de la suite LibreOffice
- OpenOffice.org Writer : traitement de texte de la suite OpenOffice.org

### Logiciels de présentation
- LibreOffice Impress de la suite LibreOffice
- OpenOffice.org Impress de la suite OpenOffice.org
- SoZi est un logiciel de création de présentation et d'animation
- Beamer pour créer des présentation en LaTeX

### Logiciels de dessin
- GIMP
- LibreOffice Draw de la suite LibreOffice
- OpenOffice.org Draw de la suite OpenOffice.org
- LibreCAD
- Qcad
- KiCad
- FreeCAD (CAO)
- Pinta (logiciel)
- Inkscape
- Krita

### Lecture et écriture de fichiersPDF
- EPDFView
- Evince
- Ghostscript
- GPdf
- KPDF
- Okular
- PDFCreator : création de fichiers PDF
- Sumatra PDF
- Xpdf

### Lecture et écriture de fichiersEPUB
- Calibre
- Sigil

## Manipulation de fichier
Un logiciel de manipulation de fichier est un logiciel qui opère avec un ou plusieurs systèmes de fichiers. Ce type de logiciel travail sur le fichier, un groupe de fichiers ou directement sur l'ensemble du système de fichiers.

### Gestionnaires de fichiers
- Dolphin
- Konqueror
- Krusader : gestionnaire de fichiers pour KDE
- Midnight Commander : gestionnaire de fichiers en mode texte
- GNOME Fichiers, également nommé Nautilus : gestionnaire de fichiers pour GNOME
- Nemo : gestionnaire de fichiers pour Cinnamon
- PCMan File Manager
- Rox-filer
- SpaceFM : fork de PcmanFM
- Thunar : gestionnaire de fichiers de Xfce

### Archivage,sauvegarde, backup etsynchronisation de fichiers
- 7-Zip : archiveur, compresseur, décompresseur et crypteur en AES de 256 bits sous Windows
- Amanda (Advanced MAryland Automatic Network Disk Archiver) : sur Linux, basé sur tar et/ou dump
- BackupPC : sauvegarde sur un espace de stockage réseau
- Bacula : gère les sauvegardes, restaurations ou vérifications de données d'un ordinateur sur un réseau hétérogène
- Box Backup (en)
- Brasero : logiciel de gravure pour Linux
- DAR : disk archiver
- DirSync Pro
- Duplicati : sauvegarde complète ou incrémentielle de fichier par instantané
- FreeFileSync : logiciel de comparaison et de synchronisation de fichiers
- FullSync
- InfraRecorder : logiciel de gravure pour Windows
- K3b : logiciel de gravure pour Linux
- luckyBackup
- rsync
- Synkron : logiciel de synchronisation pour Linux, Windows et MacOS
- tar : tape archiver
- Mondo Rescue : sauvegarde et restauration, complètes ou partielles, d'un système Linux. Semblable à Ignite-UX sur HP-UX ou à Ghost sur Windows
- Slbackup

### Émulation,partitionnement, clonage,restaurationet dépannage demémoire de masse
- Clonezilla : clonage de disque équivalent à Norton Ghost.
- GParted : partitionnement de disque
- TestDisk : récupération de données

### Analyse de fichier
- Yet Another Duplicate File Remover : suppression des fichiers doublons
- Exodus Privacy : sous Android, inventorie les traqueurs et les permissions des applications installés sur l'appareil

## Réseau, télécommunication et internet
Un logiciel réseau est un programme ou un ensemble de programme qui autorise le traitement de l'information à l'échelle d'un réseau informatique. Ce type de logiciel fonctionne le plus souvent en environnement réseau client-serveur. On peut aussi trouver ces programmes dans une architecture de réseau centralisée appelée mainframe.

### Serveur
Un serveur est un ordinateur et un logiciel qui permettent de centraliser des services pour des ordinateurs clients via un réseau. Exemple : serveur de bases de données, serveur de messagerie (courriel), serveur web, etc.
- Subversion : serveur de contrôle de version, successeur de CVS
- BIND : serveur de nom de domaine Internet
- CVS : système de contrôle de version
- EasyPHP : kit clé-en-main pour monter un serveur web Windows intégrant Apache, MySQL et PHP
- Icecast : serveur libre de diffusion ("Streaming") audio et vidéo
- OpenSSH : serveur SSH (communications sécurisées)
- Squid : serveur mandataire (proxy)

#### Serveurs delistes de diffusion
- Mailman
- Majordomo
- Sympa

#### Serveurs de logiciels
- Zope : serveur d'application orienté gestion de contenu

##### Serveurs de logicielsJava EE
- Geronimo
- Glassfish
- JBoss
- JOnAS

#### Serveurs de bases de données
- Apache Derby : Base de données relationnelle) écrit en Java
- Firebird : Base de données relationnelle (relationnel)
- MySQL : SGBD
- PostgreSQL : SGBDRO (Système de Gestion de Base de Données Relationnel orienté Objet)

#### Serveur d'annuaire
- OpenLDAP : serveur d'annuaire qui utilise une base de données (voir paragraphe précédent) pour stocker ces données

#### Serveurs deMoteur de recherche
- searx
- Opensearchserver : Écrit en Java et disponible sur le site Sourceforge sous licence GPL v3, ce logiciel intègre un crawler et les analyseurs syntaxiques permettant d'écrire des applications pour des données en 17 langues différentes

Il y a eu plusieurs autres logiciels de ce type, mais ils n'ont pas évolué depuis plusieurs années : mnogosearch, DataparkSearch, Opensearchserver...etc.

### Transfert de fichier

#### Serveur de fichiers
- FileZilla Server : serveur FTP (transfert de fichiers) pour Windows
- NFS : serveur de fichiers
- ProFTPd : serveur FTP (transfert de fichier)
- Pure-FTPd : serveur FTP (transfert de fichier) facile à configurer, supportant notamment l'authentification par le système de gestion de données MySQL et par l'annuaire LDAP
- Samba : serveur de fichiers et d'impression SMB sur UNIX et Linux

#### Client de partage des fichiers
Un client de partage des fichiers est un logiciel qui fait le lien entre un ordinateur personnel et un serveur de fichiers situé à distance et connecté à un réseau local ou public comme internet. En effet, ce logiciel permet d'envoyer des requêtes interactives afin de communiquer à un ordinateur distant (serveur) quelles actions doivent être effectuées par le serveur sur un fichier ou un ensemble de fichier. Ces actions vont de l'ajout au renommage en passant par l'effacement ou la création de dossiers et de fichiers. Un logiciel client de fichiers peut être doté ou non d'une interface graphique.
- Cyberduck : pour Mac OS X sous licence GNU GPL
- FileZilla
- FireFTP : extension pour Mozilla Firefox, écrite en XUL
- gFTP
- Konqueror
- lftp
- mc : midnight commander
- WinSCP
- Yafc

### Courrier électronique

#### Serveur de messagerie électronique
- ejabberd : serveur de messagerie instantanée Jabber
- Exim : serveur de messagerie SMTP
- Postfix : serveur de messagerie SMTP
- Sendmail : le serveur de messagerie (mels) historique SMTP

#### Client demessagerie instantanée
La messagerie instantanée permet à deux personnes munies d'un logiciel client compatible de discuter principalement par écrit en système temps réel. Les modèles les plus perfectionnés permettent de jouer tout en discutant par oral en se voyant grâce à une webcam.
- Adium, pour Mac OS X
- aMSN
- Coccinella
- Conversations
- emesene
- Empathy
- Exodus
- Gabber
- Gajim
- Gossip
- JWChat
- KMess
- Kopete
- Licq
- Miranda
- Pidgin : anciennement Gaim
- Psi
- QuteCom
- Tox
- XChat

#### Client de messagerie
- Balsa
- Claws Mail
- Evolution
- GNUMail
- Gnus
- Iceape
- Icedove
- KMail
- Libremail
- Mozilla Sunbird
- Mozilla Thunderbird
- Mutt
- SendEmail : envoi de mail en ligne de commande par SMTP

### Salon de discussion et IRC
L'IRC est un réseau orienté discussion. En effet, les serveurs rendent disponibles aux clients des salons de discussions de groupe.

#### Serveur IRCou IRCD
- InspIRCd
- IRCu
- UnrealIRCd

#### Client IRC
- BitchX
- Colloquy
- irssi
- Konversation
- KVIrc
- XChat
- Hexchat
- Weechat
- Polari, client IRC du projet GNOME
- ii, client IRC de Suckless

### Réseaux de stockageSANetNAS
- FreeNAS
- OpenMediaVault

### Émulateur de terminal, console etbureau à distance
- UltraVNC, logiciel client-serveur pour le protocole VNC
- TightVNC, client et serveur pour du bureau distant VNC
- Remmina, client graphique de connexion NX, RDP, SFTP, SSH, VNC et XDMCP
- Vinagre, client VNC, RDP, SSH et SPICE pour l'environnement de bureau GNOME
- rdesktop, client RDP

### Sécurité réseau

#### Pare-feu
- Firestarter : interface graphique pour la configuration de Linux Netfilter
- Linux Ipchains : le pare-feu libre du noyau Linux 2.2
- IPCop : pare-feu VPN (réseau privé virtuel) pour ordinateur dédié
- IPFilter (IPF) : pare-feu libre de BSD et Solaris 10
- ipfirewall (IPFW) : pare-feu libre de FreeBSD
- Linux Netfilter : pare-feu libre des noyaux Linux 2.4 et 2.6 (successeur de ipchains)
- NuFW : pare-feu authentifiant basé sur Netfilter
- Packet Filter (PF) : pare-feu libre issu d'OpenBSD, disponible également sur les autres systèmes BSD

### Utilitaire réseau
- ACGVision : outils de supervision de parc informatique à travers internet et sans VPN
- Angry IP Scanner : logiciel de balayage de port
- Autoscan : outils de supervision de parc informatique
- AWStats : analyseur de logs de serveurs web, streaming, FTP ou mails
- Cacti : frontal pour RRDTool (Round Robin Database), construction de graphisme à partir d'informations collectées périodiquement
- Centreon (anciennement Oreon) : solution de supervision basée sur Nagios (Monitoring, configuration, graphs, reporting, map java, SLA)
- FusionInventory : Solution d'inventaire d'ordinateurs, serveurs, switch/routeurs (SNMP), imprimantes réseau (SNMP), télédéploiement d'application, Wake On Lan
- GLPI (Gestion Libre de Parc Informatique) : solution de gestion de parc informatique et service desk
- JMeter : test de charge et injecteur pour serveur web
- LemonLDAP::NG : solution de Web-SSO distribué avec gestion centralisée des droits pour Apache
- Monit : supervision de tâches
- Nagios : outils de supervision en mode web
- Ntop (Network TOP) : analyseur de l'activité réseau
- Shinken : outil de supervision compatible avec Nagios orienté vers les grands environnements
- Snort : système de détection d'intrusion
- Wireshark : capture et analyse de trafic réseau
- Zabbix : outils de supervision de parc informatique

### Réseau Privé Virtuel (VPN)
- OpenVPN : permet de créer, de gérer et de se connecter à un réseau privé virtuel
- SoftEther VPN : Mêmes fonctionnalités que OpenVPN, mais les protocoles SSL VPN, OpenVPN, SSTP et IPSec sont rassemblés sur un seul et même serveur VPN. Le projet VPN Gate, un plugin du logiciel, permet de se connecter librement et gratuitement à des serveurs libres publics

### Web
Un logiciel Web est un ensemble de programme réseau qui fonctionnent sur le principe des hyperliens et qui sont prévus pour fonctionner sur un réseau inter-connecté comme Internet. Ces logiciels utilisent les technologies et les protocoles normalisés édictés par l'IETF et le W3C comme le HTTP, le HTML, le XML, le CSS le PNG pour citer les plus connus.

#### Serveurs HTTP(pages web)
- AOLserver (en)
- Apache HTTP Server distribué selon les termes de la Apache Software License
- Cherokee Web Server
- HTTP File Server (HFS) serveur de partage de fichier
- Hiawatha
- Lighttpd distribué selon les termes de la licence BSD
- Monkey HTTP Server
- Nginx
- Ocsigen
- Thttpd
- Tntnet
- Yaws

#### Navigateur Webet client HTTP
- Arachne
- Camino
- Chromium
- dillo
- ELinks
- galeon
- Gecko
- K-Meleon
- kazehakase
- KHTML
- konqueror
- Links : navigateur en mode texte
- Midori
- Mozilla Application Suite / SeaMonkey
- Mozilla Firefox
- NetSurf
- Qutebrowser
- rekonq
- uzbl
- w3m
- Tor Browser
- GNU IceCat

#### Serveur d'application Web
- Apache Tomcat serveur d'applications Web, distribué selon les termes de la Apache Software License
- Zope écrit en Python, qui est aussi un serveur d'applications, distribué selon les termes de la Zope Public License
- EasyPHP : installation en un clic du serveur web Apache, du système de gestion de données MySQL, du langage PHP et d'autres outils de développement
- XAMPP : paquet pour Linux simple à installer réunissant le serveur web Apache, le système de gestion de données MySQL et les langages Perl et PHP
- WampServer

#### Partage de fichier
- Ares Galaxy
- BitTornado
- BitTorrent
- Deluge
- KTorrent
- qBittorrent
- Clients du réseau eDonkey
  - DreaMule
  - eMule : client original
  - xMule : autre clone
- LimeWire
- MLDonkey : servent multi-protocole
- Shareaza : servent multi-protocole
- Transmission
- Vuze

#### Publication Internet

##### Système de gestion de contenuou CMS
- CMS Made Simple
- Drupal
- eZ Publish
- Geeklog
- GuppY
- Joomla!
- Lutece
- Mambo
- PHP-Nuke
- Plone
- RBS Change
- Rubedo
- SPIP
- Textpattern
- TikiWiki
- TYPO3
- XOOPS
- Jahia

##### Blog
- Dotclear
- WordPress
- Blosxom

##### Wiki
- DokuWiki
- MediaWiki
- MoinMoin
- TiddlyWiki
- TikiWiki
- TWiki
- XWiki

##### Galeries
- Gallery Project (en)
- Piwigo

#### Commerce électronique
- Magento : boutique en ligne
- osCommerce : boutique en ligne
- PrestaShop : boutique en ligne

- RBS Change : prise en charge du multi-boutique, du multi-entrepôt ou encore du multi-canal

#### Moteur de recherche
- htdig
- Nutch
- Seeks
- YaCy

#### Autre logiciel Web
- floAt's Mobile Agent : outil de synchronisation avec les téléphones portables
- HTTrack : aspirateur de sites Internet
- nget : téléchargement d'images depuis les forums Usenet (primitivement en Haskell, réécrit en C)
- wget : outil de téléchargement de fichier / aspiration de site
- cURL
- wput
- wallabag : sauvegarde du contenu de pages web
- aria et motrix, gestionnaires de téléchargement

### Plate-forme collaborativeetgroupware
- Agora-project : groupe de travail collaboratif
- Chandler
- eGroupWare
- Horde
- Kolab
- Mobilizon : plateforme libre d'organisation d'évènements et de gestion de groupes
- Nextcloud : partage de fichiers, contacts, agenda, tâches, proposant un riche catalogue d'extensions.
- Tracim
- OBM : annuaire et agenda partagé
- Open-Xchange : annuaire et agenda partagé, gestion de projets, partage de documents
- phpGroupWare
- SOGo
- Zimbra

#### Gestion électronique des documentsou EDM
- LogicalDOC
- OpenGoo

#### Gestion de contenu d'entrepriseou ECM
- Alfresco

#### Progiciel de gestion intégréou ERP
- Apache OFBiz : sous Licence Apache
- Compiere : sous Licence GPL et propriétaire
- Dolibarr : application Web de gestion d'entreprise ou d'association: Gestions de achats et ventes, produits, services, stocks, projets, CRM, trésorerie, calendrier partagé, facturation, point de vente
- ERP5 : négoce, logistique, gestion de stocks, de production, bancaire, de la relation client, de projet, du cycle produit, des connaissances, des RH, de parc, facturation, comptabilité générale, analytique et budgétaire, paye, gestion documentaire, bureautique Web, calendrier partagé, commerce électronique, point de vente. (Licence GPL)
- Noalyss Comptabilité commerciale, gestion commerciale, gestion de stock, suivi fournisseurs, clients et administrations, facturation, comptabilité analytique, GED intégré, CRM,SAV
- OBM : gestion commerciale et suivi de facturation
- Odoo : gestions de achats et ventes, Logistique, Production, projets, CRM, Compatibilité Financière, Analytique, Calendrier partagé, Ressource Humaine (hors paye), GED intégrée
- Tryton : comptabilité, achats, ventes, stocks, projets, windows, linux et mac (Licence GPL)

#### Gestion des ressources humaines
- Jorani : Logiciel de gestion des congés et des heures supplémentaires (Licence GPL)
- Gadael : Gestion des congés, récupération du temps de travail et comptes épargne temps (Licence MIT)

## Sécurité informatique
La sécurité informatique regroupe toutes les applications physiques ou informatiques qui empêchent des tiers ou des éléments mal intentionnés d'attenter à l'intégrité des données ou au confort d'utilisation de la machine. Il s'agit par exemple de lutter contre les virus, les attaques de ports, les logiciels publicitaires... Même si elles ne sont pas détaillées ici, les méthodes physiques regroupent autant la sécurisation des locaux que la pose de dispositifs d'identification biométrique.

### Antivirus
- ClamAV : un antivirus multiplateforme
- ClamWin : une déclinaison de ClamAv pour Windows (pas de protection en temps réel)
- Winpooch : un antispy et antiTrojan à associer avec Clamwin (projet abandonné)

### Chiffrementetsignature numérique
- Enigmail : plugin pour Mozilla Thunderbird et SeaMonkey permettant d'utiliser GPG
- FreeOTFE : logiciel de chiffrement de disque
- GPG : logiciel de chiffrement conforme aux conventions d'OpenPGP

### Identification d'adresses IP
- CrowdSec: un logiciel d'identification et de partages d'adresses IP malveillantes

## Développement logiciel
- Doxygen : génération de documentation à partir du code source d'un programme
- Flex et GNU Bison : analyseur syntaxique et analyseur lexical
- Frhed (pt) (Free hex editor) : éditeur binaire et hexadécimal pour Windows
- GNU Compiler Collection (GCC) : compilateurs pour différents langages de programmation
- GNU Make
- GNU Smalltalk : implémentation du langage Smalltalk
- Mkd : Extracteur de documents intégrés dans les fichiers sources sous forme de pseudo-code
- Nasm : logiciel d'assemblage pour l'architecture x86
- PHP : langage de programmation web côté serveur
- Python : langage de programmation objet
- Radare2 : framework destiné à la retro-ingénierie, construit autour d'un désassembleur

### Environnement de développement intégré
- Anjuta : environnement de développement intégré (IDE) pour le C et le C++ sur GNU/Linux
- Code::Blocks : environnement de développement multi-plate-forme pour C, C++ et D
- Dev-C++ : environnement de développement C et C++ pour Windows utilisant le compilateur GCC
- Eclipse : environnement de développement multi-plate-forme
- Geany : éditeur de texte léger incluant les fonctions élémentaires d'un environnement de développement intégré
- gedit
- jEdit : éditeur multi-plate-forme sous environnement Java
- KDevelop : suite de développement intégrée à KDE
- Lazarus : RAD/IDE de développement rapide d'application pour Windows, Mac et Linux
- NetBeans: environnement de développement multi-plate-forme
- Notepad2 : alternative libre au Notepad de Microsoft Windows, présentant plus de fonctions
- Notepad++ : éditeur de code source générique, alternative libre au Notepad de Microsoft Windows
- PSPad: éditeur de code source et de texte
- SciTE : éditeur syntaxique multi-langages avec exécution interactive
- Vim

### Développement web
- ADOdb : couche d'abstraction de base de données
- phpThumb : bibliothèque logicielle pour PHP qui génère des vignettes d'images
- Propel : framework de mappage Objet Relationnel
- Smarty : moteur de templates

## Logiciels mobiles

### Cartes
- CoMaps - Android, iOS

## Informatique décisionnelle

### Outil de reporting
- IReport
- JasperReports
- Bugzilla
- RT (Request Tracker (en))

## Gestion de projet
- ProjectLibre : logiciel libre de gestion de projet disponible sur Windows, Linux et Mac
- GanttProject : gestion de projet tout OS (import/export MSProjects)
- Open Workbench : logiciel professionnel de gestion de projet sous licence Mozilla
- OpenProj
- ProjeLead : logiciel libre et collaboratif de gestion de projet
- Redmine

## Multimédia

### Media center
- A/Demudi : distribution Linux multimédia, basée sur Debian
- GeeXboX : distribution Linux embarquée afin d'utiliser son ordinateur comme un Media Center
- Musix : distribution multimédia basée sur Debian et A/Demudi
- Kodi : logiciel de lecture multimédia orienté Media Center

### Logiciel de télévision
Logiciels permettant d'afficher les chaînes de télévision au moyen d'une carte télé.
- K!TV
- Kdetv

### Modélisation en 3D
- Art of Illusion
- Blender : modeleur 3D, animation, moteur 3D, montage vidéo..
- Crystal Space : moteur 3D
- FreeCAD : Conception mécanique assistée par ordinateur (CAO)
- HeeksCAD : Outil de CAO
- Misfit Model 3D : modélisation 3D Open GL
- Sweet Home 3D : création d'aménagement de maison en 3D
- Wings 3D

### Graphisme
- Aegisub : gestionnaire de sous-titres, employé pour le karaoké
- Agar
- Art of Illusion
- AutoREALM
- Dia : réalisation de diagrammes
- digiKam et KPhotoAlbum
- GIMP : retouche de photo, dessin, etc
- gPhoto
- Graphviz
- Hugin
- ImageMagick : couteau suisse du graphisme (manipulation de formats d'images, conversion, etc.)
- Inkscape : spécialisé dans le format SVG
- Krita : retouche de photo, de dessin, fait partie du projet Koffice. L'équivalent de Gimp pour le bureau Kde
- KuickShow
- MyPaint logiciel de peinture numérique
- OpenFX
- OsiriX
- SagCAD
- Seashore
- Skencil
- Sodipodi : dessin vectoriel
- Synfig : animation d'image vectorielle 2D
- Tupi 2D Magic : Animation 2D et stopmotion

### Audio

#### Lecteurs audio
- Amarok : lecteur multimédia
- aTunes : lecteur audio
- Banshee : lecteur audio semblable à iTunes, pour GNOME
- Beep Media Player : lecteur audio en GTK 2 fait à partir de XMMS
- BMPx : lecteur audio
- Clementine : lecteur audio multiplateforme inspiré par Amarok 1.4
- Exaile : lecteur multimédia
- iRATE : lecteur audio de musiques libres
- Listen : lecteur multimédia
- Rhythmbox : lecteur audio semblable à iTunes
- XMMS : lecteur audio semblable à Winamp
- XMMS2 : refonte complète de XMMS
- Zinf : lecteur audio

#### Enregistrement, travail du son
- Ardour : station de travail audio
- Audacity : enregistreur et éditeur audio
- CDex : programme d'encodage de musique numérique (rip)
- Hydrogen : boîte à rythme
- JACK : serveur son à faible latence pour systèmes POSIX
- LMMS (Linux Multi Media Studio) : éditeur, synthétiseur et composeur
- Qtractor : Station audio pour linux
- Rosegarden : logiciel de notation et séquenceur
- Wired : studio d'enregistrement, création et édition

#### Écriture de partitions musicales
- GNU LilyPond : notation musicale
- Denemo : notation musicale.
- MuseScore : éditeur visuel de partitions
- TuxGuitar : écriture de partition et tablatures

#### Mixage DJ
- Mixxx : logiciel de DJ

### Vidéo
- Avidemux : traitement et capture de vidéo
- CamStudio : capture vidéo et audio
- Cinelerra : édition audio/vidéo non linéaire et multi-piste semi-professionnel pour Linux
- CinePaint : logiciel de retouche d'images vidéo basé sur The GIMP
- Jahshaka : logiciel de montage et d'effets vidéos
- K!TV : logiciel permettant d'utiliser les cartes TV avec Microsoft Windows
- Kdenlive : logiciel de montage vidéo non linéaire et multi-piste pour Linux
- Kino : logiciel d'acquisition et de montage vidéo pour Linux
- Luciole : logiciel de capture image par image destiné à la réalisation de films d’animation
- Open Broadcaster Software : enregistrement vidéo et streaming
- OpenShot Video Editor : logiciel de montage vidéo non linéaire pour GNU/Linux, Windows et OS X.
- VirtualDub : traitement et capture de vidéo
- Shotcut : logiciel de montage vidéo

#### Lecteurs multimédia
- Dragon Player : lecteur multimédia
- Kaffeine : lecteur multimédia basé sur Xine
- MPlayer : lecteur multimédia
- Totem : lecteur multimédia
- VLC : lecteur multimédia indépendant contenant de nombreux codecs alternatifs
- xine : bibliothèque multimédia, elle nécessite une interface graphique comme Kaffeine ou Totem

## Logiciels scolaires et éducatifs

### Algorithmique,codageetprogrammation informatique
- BASIC-256, apprentissage du langage BASIC ;
- Squeak, implémentation libre prédestinée à l’apprentissage du langage de programmation Smalltalk ;
- Scratch, implémentation visuelle du langage de programmation Smalltalk

### Tableau numérique interactif
- Open-sankoré : Logiciel libre multiplateforme pour utiliser tous les tableaux numériques interactifs
- OpenBoard : Logiciel multi-plateforme de tableau blanc

### Divers
- Dr. Geo : géométrie interactive
- GeoGebra : géométrie dynamique
- Anki : logiciel de répétition espacée

### Environnement numérique de travail (ENT) et formation ouverte à distance (FOAD)
- Chamilo : plate-forme FOAD, elle permet aux professeurs et formateurs de créer des espaces de cours ou formation en ligne et de gérer des activités d'enseignement ou de formation ainsi que les compétences qui en découlent
- Triade : ENT - Gestion d'établissement scolaire, tout type de niveau, avec IA comme copilot
- Ganesha : ENT et FOAD
- Moodle : ENT professionnel très complet. Utilise la méthode socio-constructiviste. La communauté est très active

### Langue
- Kiten

### Suite éducative
- DoceboLMS
- GCompris

### Musique
- GNU Solfege

### Solution libre pour réseau informatique éducatif
- Edubuntu
- Primtux
- EOLE : méta-distribution GNU/Linux, permet d'installer des distributions GNU/Linux spécifiques et répondant aux problématiques de l'infrastructure des établissements scolaires et des rectorats

## Science et technique

### Astronomie
- Celestia
- Space Crafter
- Stellarium
- PreviSat (logiciel)

### Électronique
- gEDA : suite de logiciels libres destinée au développement en électronique (Electronic Design Automation) sur système Linux
- KiCad : suite logicielle de CAO électronique (Saisie de schéma, conception de circuits imprimés), mais ne permettant pas la simulation

### Électricité
- Coban (logiciel) : Calcul de sections de câble, chute de tension, conversions..

### Mathématiques
- Axiom : logiciel de calcul algébrique
- GNU MCSim : logiciel de calcul numérique et simulations Monte Carlo
- GNU Octave : logiciel de calcul numérique
- Gnuplot : traceur de courbes mathématiques
- Maxima (logiciel) : logiciel de calcul formel
- OpenModelica : modélisation et simulation de systèmes dynamiques
- R : logiciel de probabilité et statistique
- Scilab / Xcos : logiciel de calcul numérique multiplateforme adapté aux applications scientifiques
- SageMath
- Xcas : logiciel de calcul formel, de géométrie dynamique..
- xLispStat : logiciel de statistique en Lisp
- Assistants de preuve : Rocq, Isabelle, Lean, Metamath, Mizar, PhoX, PVS

### Physique
- Code Aster : logiciel de calcul par éléments finis pour les problèmes thermo-mécaniques (linéaires ou non-linéaires)
- Code Saturne : logiciel de simulation numérique en mécanique des fluides par la méthode des volumes finis
- OpenFOAM : logiciel de simulation numérique en mécanique des fluides (CFD) par la méthode des volumes finis
- Calculix : logiciel de calcul structures 3D par la méthode des éléments finis
- Prolog : logiciel utilisé en intelligence artificielle

## Divers

### Comptabilité
- Dolibarr :  Un progiciel de gestion intégré (PGI, ERP en anglais) et de gestion de la relation client, avec de nombreux modules
- GnuCash : logiciel de comptabilité en parties doubles
- Grisbi : logiciel de comptabilité simple mais efficace
- HomeBank : logiciel de comptabilité personnelle multi-plate-forme
- (anc. PhpCompta) Noalyss : Logiciel de comptabilité en parties double avec comptabilité analytique et facturation,
- Pastèque : Logiciel d'encaissement et serveur de gestion de systèmes d'encaissement
- OpenConcerto : Logiciel de comptabilité en parties double avec comptabilité analytique et facturation,
- Radinus : Logiciel de gestion de finances personnelles open source (Licence MIT)

### Domotique
- Home Assistant

### Gestion de collections
- Alexandria : gestion de collections de livres
- Calibre : gestion de collections de livres numériques et physiques
- GCfilms : gestion de collections de films
- GCstar : gestionnaire de collections personnelles
- Tellico : gestionnaire de collections générique

### Gestionnaire de mots de passe
- Bitwarden
- KeePass
- KeePassXC

### Éléments de bureau
- Neko : un petit chat qui se promène sur l'écran

### Généalogie
- Ancestris : fork francophone de GenJ
- GenealogyJ : gestionnaire d'arbre généalogique en Java
- GeneWeb : gestion de bases, création d'arbres
- GRAMPS : gestion de bases, création d'arbres, génération de rapports
- PhpGedView : portail internet de généalogie, entièrement paramétrable. Gestion de bases en mode GEDCOM, génération de rapports, multimédias, etc

### Jeu

#### Jeu de plateau
- GNU Chess : jeu d'échecs avec interface Xboard
- GNU Go : jeu de go

#### Jeu d'action
- Armagetron

#### Jeu d'adresse
- Frozen Bubble
- Neverball

#### Jeu de tir
- Nexuiz : jeu de FPS basé sur le moteur DarkPlaces
- Freedoom : jeu de FPS inspiré du célèbre jeu Doom
- Open Arena : jeu de FPS basé sur le moteur de Quake 3
- Sauerbraten : jeu de tir en 3D, rapide et nerveux
- Teeworlds : Jeu TPS multi-joueurs de type  2D multimode (DM, CTF)
- Tremulous: jeu de FPS basé sur le moteur de Quake 3
- Unvanquished : jeu de FPS basé sur le moteur Dæmon
- Warsow : jeu de FPS basé sur le moteur de Quake 2
- Xonotic : jeu de FPS basé sur le moteur DarkPlaces

#### Jeu de stratégie
- 0 A.D. : jeu de stratégie temps réel
- Battle for Wesnoth : jeu de stratégie au tout par tour, se déroule dans la période médiévale
- Freeciv : clone libre du jeu Civnet
- Spring
- Warmux

#### Autres jeux
- SuperTuxKart
- Tux Racer
- Pingus

### Pilotede périphérique
- Synergy : logiciel de partage du clavier et de la souris

### Micro-simulation socio-fiscal
- OpenFisca

### Mise à jour
- WSUS Offline Update : téléchargement et installation des mises à jour Microsoft Update

### Moteur de jeu

#### 2D
- GDevelop : logiciel permettant de créer tous types de jeux 2D sans utiliser de langage de programmation.
- Godot (moteur de jeu) éditeur de jeu vidéo 2d et 3d avec gestionnaire d'animation et éditeur de script
- Ren'Py moteur de jeu pour créer des Visual novel
- Twine éditeur de jeux hypertextuels

### Systèmes d'information hospitalier
- Mediboard

### Système d'information géographique
- QGIS: Système d'Information Géographique Libre et Open Source
- uDig : logiciel SIG développé en Java, utilisé pour le développement d'applications tierces

### Intelligence artificielleetapprentissage automatique
- Flux (modèle texte-image)
- BERT (modèle de langage)
- BLOOM (modèle de langage)
- Stable Diffusion
- PyTorch

### Divers
- OpenCV

### Autres catégories(en)
- Catégorie:Liste des logiciels de simulation libres (en)
- Catégorie:Liste des logiciels de développement assisté par ordinateur (en)
- Catégorie:Liste des logiciels de Conception Assistée par Ordinateur libres (en)
- Catégorie:Liste des logiciels de simulation par éléments finis pour Linux (en)
- Catégorie:Liste de logiciels libres applicatifs (en)
- Catégorie:Liste des logiciels de simulation (en)
- Catégorie:Liste des langages de programmation pour la simulation (en)
- Catégorie:Liste des logiciels d'optimisation mathématique (en)
- Catégorie:Liste des logiciels de programmation déclarative (en)
- Catégorie:Programmation orienté objet (en)

#### Annuaires
- Framalibre : annuaire de logiciels libres (proposé par Framasoft)
- cLibre : annuaire de logiciels libres pour le grand public
- (en) Ubuntu "LOOP list" : logiciels libres pour Windows
- Jeuxlibres : annuaire de jeux libres

#### Actualité
- LinuxFr : actualité francophone des logiciels libres